# Calzada de Oropesa
Calzada de Oropesa è un comune spagnolo di 564 abitanti situato nella comunità autonoma di Castiglia-La Mancia.

## Storia
Questo piccolo comune della Comarca della Campana de Oropesa ha una storia antica, i resti archeologici trovati nel suo territorio dimostrano la presenza di uomini fin dal Paleolitico. I primi insediamenti umani furono di tribù di Vetoni un popolo di etnia celto-ligure che vi abitò dal VI secolo a.C. al I secolo d.C. quando si mescolarono e si fusero coi Romani. 
Il toponimo Calzada, che in spagnolo significa strada maestra selciata e, quindi anche strada romana, deriva dalla importante strada romana che collegava Caesar Augusta (Saragozza) con Emerita Augusta (Merida) che passava appunto per quei luoghi, il nome Oropesa è quello della città capoluogo della comarca cui appartiene e serve a distinguerla da altre località spagnole che hanno nome Calzada. 
Durante la dominazione araba fece parte della terra di Avila alla cui provincia appartenne fino al 1835 quando fu assegnata alla provincia di Toledo, dove è tuttora. Fece parte del regno di Castiglia e fu data in signoria nel 1336 a don Garcì Alvares de Toledo conte di Oropesa. 
Nel 1642 il re Felipe IV la liberò dalla signoria, le diede il titolo di Villa e le assegnò anche il paese di Carrascalejo che ormai era spopolato. 

## Monumenti e luoghi d'interesse
I monumenti interessanti sono: la Casa de los Canonicos y Presbiteros del XVI secolo, la Casa de la familla Huertas-Vega del XIX secolo, la Casa de Hidalga del XIX sexolo, la casa de los Seňores Tebar del XVII secolo, la Casa del Curato del XVII secolo, il Convento de las Agustinas Recoletas del XVII secolo con la Ermita del Convento del secolo XVI, la chiesa Parroquial de N.tra S.ra de la Asuncion del XVI secolo. Un bel parco è Los Eucaliptos bosco di eucalipti dove si può riposare e respirare bene immersi nel profumo rinfrescante emanato da queste piante.

## Cultura

### Eventi
Le feste sono le stesse degli altri centri di Spagna, si distinguono la Dia del Hormago del 25 aprile in cui si fa una scampagnata collettiva con danze, musica e giochi e si mangia l'hormago che può essere dolce o salato, in quest'ultimo caso contiene carna bovina, le feste insieme religiose e profane con messa e processione al mattino e verbenas cioè festa notturna con canti, musica, danze e giochi, in onore dell'Assunzione della Madonna il 15 agosto e del Cristo della misericordia il 14 settembre. El Dia del Calbote festa della castagna che si tiene in campagna il 1º novembre.